# Уникальный идентификатор организации
Уникальный идентификатор организации (англ. Organizationally Unique Identifier, OUI) — это 24-битный номер, который присваивается регистрационной администрацией IEEE
(подразделение IEEE — Института инженеров электротехники и электроники). Используется для генерации на его основе различного рода уникальных идентификаторов. Одно из широко известных применений — MAC-адреса сетевых устройств и интерфейсов, которые состоят из OUI и дополнительных трёх октетов.

## Назначение OUI
Поставщику или производителю оборудования (или иной организации, обратившейся в IEEE для присвоения идентификатора), присваивается глобально уникальный идентификатор организации (OUI)
, и таким образом за этой организацией резервируется блок всевозможного рода производных идентификаторов, таких как MAC-адреса, групповые MAC-адреса, идентификаторы SNAP и т. п.
В дальнейшем OUI используется этой организацией для создания на его основе собственных идентификаторов для различных применений, таких как идентификация отдельных экземпляров оборудования (например сетевых коммутаторов) или идентификация сетевых протоколов, а также для использования в различных компонентах компьютеров, в том числе MAC-адреса Ethernet или иных сетевых интерфейсных плат, WWNs для Fibre Channel HBA и другого Fibre Channel и SAS-оборудования.

## Представление идентификаторов
Обычно идентификаторы (как OUI, так и производные) представлены в виде последовательности октетов, записанных парами шестнадцатеричных цифр, разделённых знаками
- (дефис)
используется при канонической записи
: (двоеточие)
используется при бит-реверсной (неканонической) записи
либо как строка вида {FF, FF, … , FF} или шестнадцатеричное число.
В отдельных случаях используются и иные формы представления.

Пример: 

OUI, записанный строкой {AC,DE,48} может также быть представлен следующим образом:
- Шестнадцатеричное число

ACDE4816
- Шестнадцатеричный (канонический) формат

AC-DE-48
|            OUI                 |
| Октет 0  | Октет 1  | Октет 2  |
|  A     C |  D     E |  4     8 |
|1010  1100|1101  1110|0100  1000|

- Бит-реверсный (неканонический) формат:

35:7B:12
|            OUI                 |
| Октет 0  | Октет 1  | Октет 2  |
|  3     5 |  7     B |  1     2 |
|0011  0101|0111  1011|0001  0010|

## Разрядность OUI
Присваиваемый идентификатор имеет три октета, или 24 бита. Но значащими в нём являются только 22 бита. Старший бит первого октета OUI (в бит-реверсном формате) присваивается сразу в двух значениях — 0 и 1, которые используются в MAC-адресах для обозначения одиночного или группового адресата. Следующий за ним бит всегда имеет значение 0.
В каноническом формате (который отображается  при выводе команд ipconfig/ifconfig) значащими являются соответственно 2 младших бита в первом октете. Таким образом, у всех одиночных адресов в каноничном формате второй символ (младший бит первого октета в бинарном представлении) всегда является четным, у групповых адресов - нечетным.

Пример: МАС-48 адрес ACDE4801020316 

Канонический формат:
AC-DE-48-01-02-03 (Windows)
AC:DE:48:01:02:03 (Unix)
ACDE.4801.0203 (Cisco)
|                             MAC-48                              |
|            OUI                 |  дополнительный идентификатор  |
| Октет 0  | Октет 1  | Октет 2  | Октет 3  | Октет 4  | Октет 5  |
|  A     C |  D     E |  4     8 |  0     1 |  0     2 |  0     3 |
|1010  1100|1101  1110|0100  1000|0000  0001|0000  0010|0000  0011|
         ||
         ||
         |одиночный (0) или групповой (1) адресат
         |
         всегда 0 при использовании OUI

Бит-реверсный (неканонический) формат:
35:7B:12:80:40:C0
|                             MAC-48                              |
|            OUI                 |  дополнительный идентификатор  |
| Октет 0  | Октет 1  | Октет 2  | Октет 3  | Октет 4  | Октет 5  |
|  3     5 |  7     B |  1     2 |  8     0 |  4     0 |  C     0 |
|0011  0101|0111  1011|0001  0010|1000  0000|0100  0000|1100  0000|
 ||
 ||
 |всегда 0 при использовании OUI
 |
 одиночный (0) или групповой (1) адресат       

## Типы производных идентификаторов

### 32-битный контекстно-зависимый идентификатор CDI-32
32-битный контекстно-зависимый идентификатор (англ. Context Dependent Identifier) CDI-32 — это идентификатор, созданный путём соединения 24-битного OUI с 8-битным дополнительным идентификатором, который назначается организацией, получившей OUI.

### 40-битный контекстно-зависимый идентификатор CDI-40
40-битовый контекстно-зависимый идентификатор (англ. Context Dependent Identifier) CDI-40 — это идентификатор, созданный путём соединения 24-битного OUI с 16-битным дополнительным идентификатором, который назначается организацией, получившей OUI.

### 48-битный идентификатор управления доступом к среде передачи MAC-48
48-битный идентификатор управления доступом к среде передачи (англ. Media Access Control Identifier) MAC-48. IEEE считает термин MAC-48 устаревшим, использовавшимся ранее для обозначения частного случая использования идентификатора EUI-48 в качестве аппаратного адреса сетевого интерфейса (например сетевых адаптеров или иных сетевых аппаратных средств) для существующих сетевых приложений, основанных на IEEE 802 стандартах. В дальнейшем производителями и иными организациями должно использоваться обозначение EUI-48. Эти идентификаторы идентичны при самостоятельном их использовании, но есть некоторые особенности при их инкапсуляции в EUI-64.

### 48-битный расширенный уникальный идентификатор EUI-48
48-битовый расширенный уникальный идентификатор
(англ. Extended Unique Identifier) EUI-48 — это идентификатор, созданный путём соединения 24-битного OUI с 24-битным дополнительным идентификатором, который назначается организацией, получившей OUI.

### 60-битный расширенный уникальный идентификатор EUI-60
60-битовый расширенный уникальный идентификатор
(англ. Extended Unique Identifier) EUI-60 — это идентификатор, созданный путём соединения 24-битного OUI с 36-битным дополнительным идентификатором, который назначается организацией, получившей OUI.
 Кроме упомянутых выше вариантов представления идентификаторов, используется ещё запись вида
```
FF-FF-FF:F.F.F.F.F.F.F.F.F
```

Ранее этот идентификатор использовался в качестве WWN в некоторых системах хранения данных (Fibre Channel, SAS). Такое применение на сегодня признано IEEE устаревшим и вместо EUI-60 в дальнейшем должен использоваться EUI-64.

### 64-битный расширенный уникальный идентификатор EUI-64
64-битовый расширенный уникальный идентификатор
(англ. Extended Unique Identifier) EUI-64 — это идентификатор, созданный путём соединения 24-битного OUI с 40-битным дополнительным идентификатором, который назначается организацией, получившей OUI.
В соответствии с рекомендациями IEEE, первые 4 цифры дополнительного (назначаемого организацией) идентификатора не должны быть FFFE16 или FFFF16 (то есть EUI-64 идентификаторы вида ccccccFFFEeeeeee16 и ccccccFFFFeeeeee16 недопустимы) — они используются для поддержки инкапсуляции значений идентификаторов MAC-48 и EUI-48 в EUI-64.

### Другие типы
Существуют и другие типы идентификаторов, полученных на основе OUI, но вышеприведённый перечень охватывает наиболее широко используемые.

## Индивидуальный блок адресов IAB
Индивидуальный блок адресов (англ. Individual Address Block) IAB — это блок идентификаторов, созданный путём соединения 24-битного OUI, который принадлежит Регистрационной администрации IEEE, с дополнительным 12-битным идентификатором, присваиваемым организации Регистрационной администрацией IEEE, при этом остаются дополнительные 12 бит для использования организацией, получившей IAB. Полученный в результате 48-битный идентификатор (IAB) однозначно идентифицирует организацию, получившую IAB, и предоставляет в её распоряжение 4096 уникальных EUI-48 номеров.
Смысл присвоения IAB в том, чтобы позволить организациям получать малые блоки идентификаторов по небольшой цене.

### Разница между IAB и OUI-36
Оба эти идентификатора имеют 36 бит, которые могут использоваться для генерации EUI-48, но IAB не может быть использован для генерации EUI-64. На момент написания статьи регистрационная стоимость IAB и EUI-36 одинакова.

### CDI-40 на основе IAB
Возможны также основанные на IAB CDI-40 последовательности, которые формируются путём соединения 36-битного, назначенного IEEE, IAB c 4-битным дополнительным идентификатором, назначаемым организацией, получившей IAB.